# تشيزانا تورينيزي
تشيزانا تورينيزي، (بالإنجليزية: Cesana Torinese)‏، بلدية في مدينة تورينو، في منطقة بيدمونت الإيطالية، وتقع على بعد حوالي 70 كيلومترًا (43 ميلًا) إلى الغرب من تورينو، على الحدود مع فرنسا.

## السكان
في سنة 1861 بلغ عدد السكان 3٬123 نسمة، وتطور العدد ليصل في سنة 2011 لـ 1٬007 نسمة.
يظهر هذا المخطط البياني تطور النمو السكاني لـ تشيزانا تورينيزي